# Do It (canção de Chloe x Halle)
"Do It" é uma canção do duo de R&B americano Chloe x Halle, gravado para o segundo álbum de estúdio Ungodly Hour (2020). Foi escrita por Chloe, Halle, Victoria Monét, Vincent van den Ende e Scott Storch, que também produziu. 
"Do It" se tornou o primeiro single do duo a alcançar grande sucesso nas paradas nos Estados Unidos, tornando-se a primeira entrada do duo na Billboard Hot 100, onde alcançou o número 83. A canção alcançou o número 3 na parada R&B Digital Song Sales, tornando-se o primeiro top 5 na parada.
Um remix da canção com Doja Cat com participação de City Girls e Mulatto foi lançado em 4 de setembro de 2020.

## Antecedentes e composição
"Do It" foi escrito por Chloe e Halle Bailey, Victoria Monét, Scott Storch, Vincent van den Ende e Anton Kuehl-Joergensen. A canção foi produzida por Storch, com coprodução de Avedon e Asoteric. [3] O conceito principal da canção é sobre se vestir e festejar com seus amigos. [4] De acordo com a dupla, "Do It" é feito para enviar uma mensagem positiva e edificante em meio às circunstâncias atuais do mundo. "Durante esse tempo, a música traz muita cura", disse Chloe x Halle, por meio de um comunicado à imprensa. Eles ainda elaboraram: "Esperamos que essa música inspire alguém a se levantar e dançar, sacudir todo o estresse e ansiedade, e para 'Do It' como diz a música. Nos sentimos tão bem escrevendo uma música que fará as pessoas quererem se desvaneça e levantarem seus espíritos." 

## Performance nos charts
A canção atingiu a posição de número 3 na R&B Digital Song Sales, sendo o seu primeiro top cinco hit no chart.

## Charts
| Chart (2020)                             | Posições |
| ---------------------------------------- | -------- |
| Nova Zelândia Hot Singles (RMNZ)         | 20       |
| Estados Unidos Billboard Hot 100         | 63       |
| Estados Unidos Hot R&B/Hip Hop Songs     | 23       |
| Estados Unidos R&B/Hip-Hop Airplay       | 6        |
| Estados Unidos Rhythmic                  | 17       |
| Estados Unidos ''Rolling Stone'' Top 100 | 75       |

| Chart (2020)                          | Posição |
| ------------------------------------- | ------- |
| EUA Hot R&B/Hip-Hop Songs (Billboard) | 92      |

## Certificação
| Brasil (PMB) | Platina | 40,000‡  |
| Estados Unidos (RIAA) | Ouro    | 500,000‡ |
| * Número de vendas definido com base apenas no nível de certificação. ^ Número de embarques definido com base apenas no nível de certificação. ‡vendas+streaming definido com base apenas no nível de certificação |         |          |